# Calle Boyacá

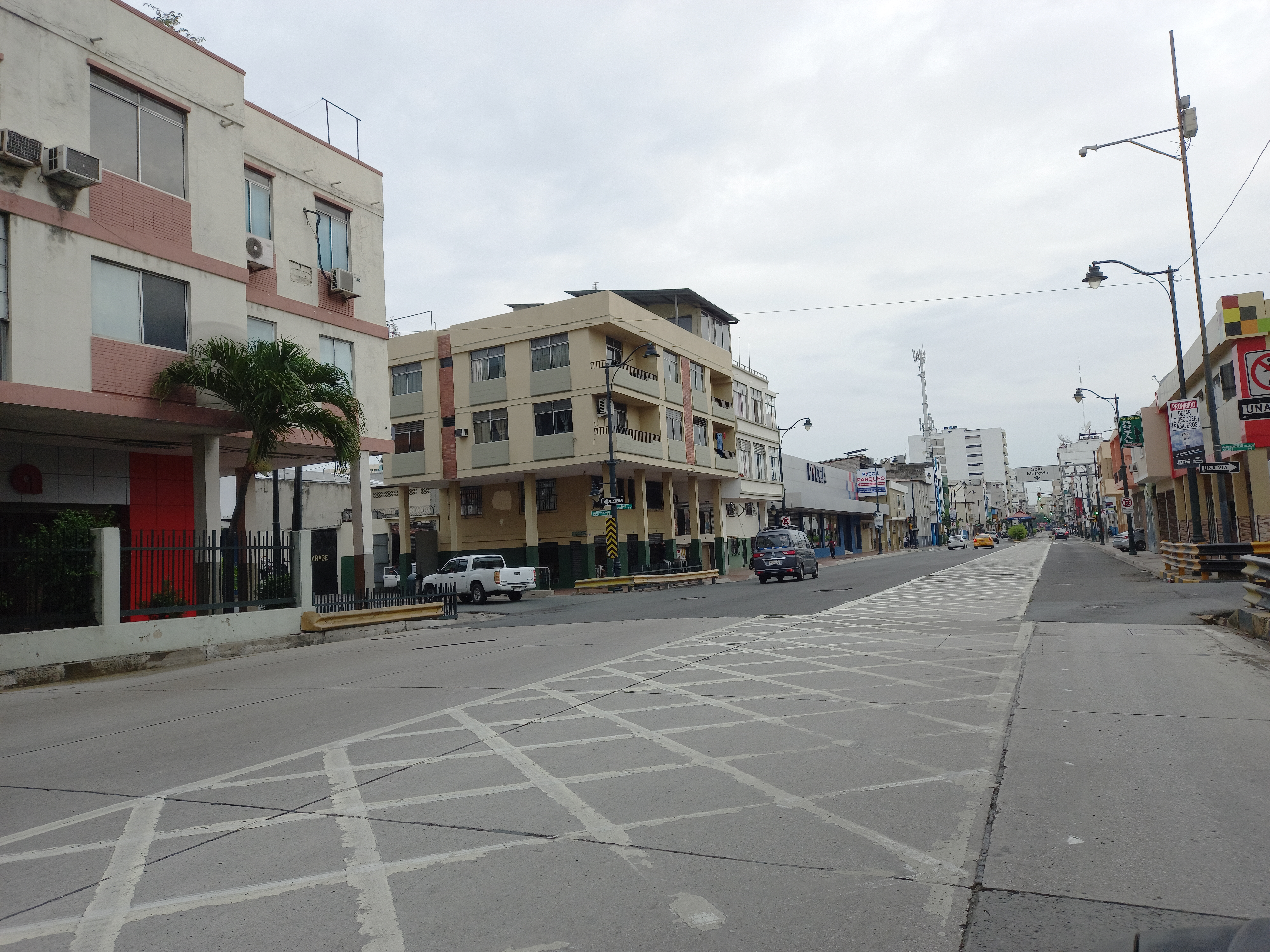
Calle Boyacá

La calle Boyacá es una arteria vial de la ciudad ecuatoriana de Guayaquil. Se ubica en el centro comercial de la ciudad. Posee, como espacio urbano lineal, casi 2 kilómetros de largo y fue denominada en honor a la Batalla de Boyacá.

## Historia
En la época colonial en 1637 era un área marginal, a principios del siglo XVIII ese sector era conocido como la Sabana, para 1820 se lo denominó La calle Ancha, en 1824 el cabildo lo bautizó con el nombre actual. Se extendía desde la calle Sucre hasta la San Francisco (actual 9 de octubre). En 1909 también era conocida como la avenida séptima, contando desde la calle de la Orilla. Debido a varios incendios que desaparecieron varias casas, la calle se extendió hasta la avenida Olmedo.